# Cacique Toné

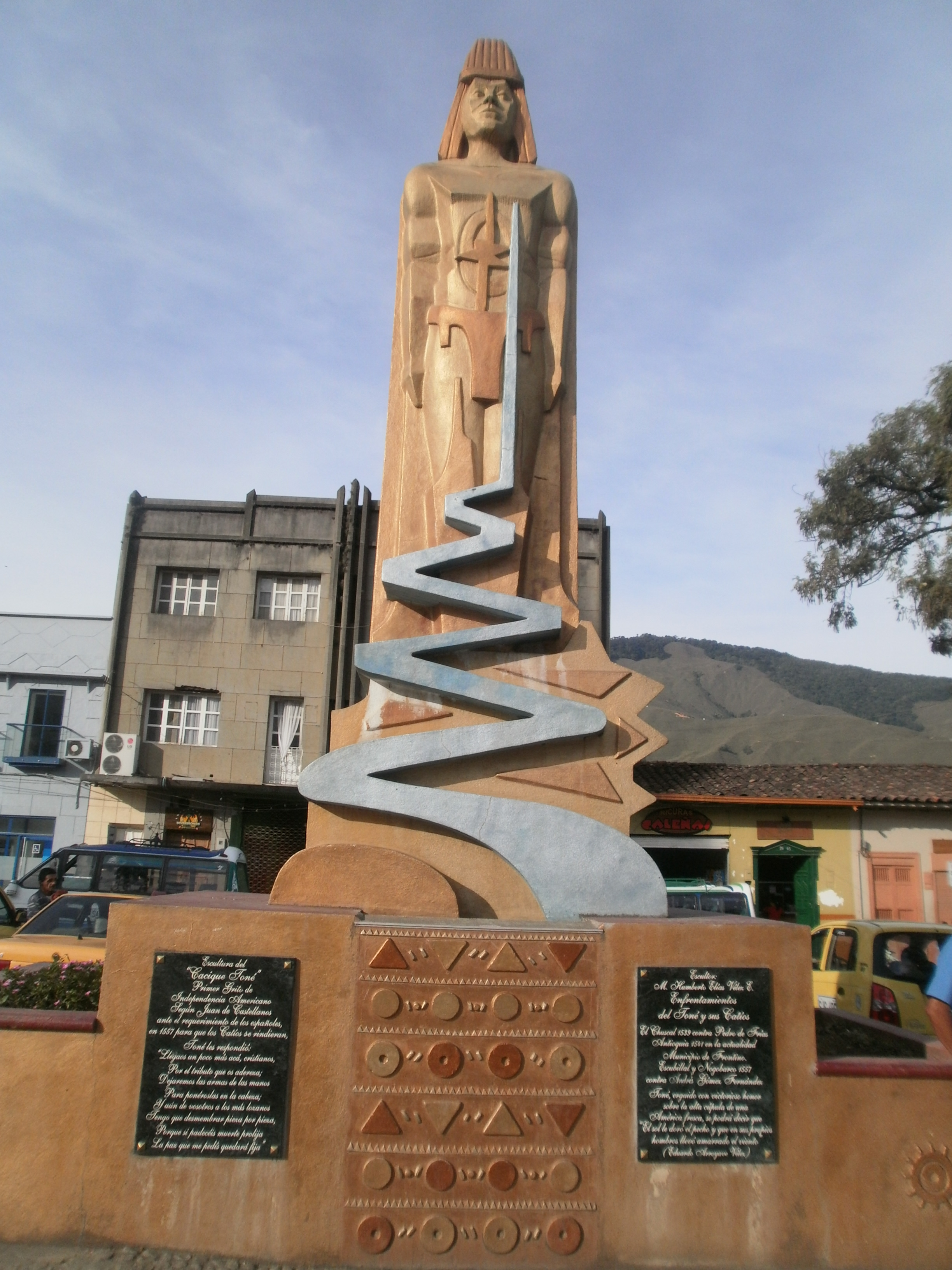
Estatua del Cacique Toné. Localidad Urrao Antioquia.

El Cacique Toné fue un jefe de la tribu indígena de los Catíos, pobladores de algunas zonas norteñas y occidentales de la Colombia prehispánica.

## Historia
En la zona conocida hoy como el Occidente de Antioquia, (uno de los departamentos más importantes de Colombia), se asientan los actuales municipio y población de Urrao, regiones que antes y durante la conquista española de Suramérica estuvieron bajo el gobierno de los Indios Catíos. Esta tribu conformaba una gran familia indígena de importante presencia en la Colombia prehispánica. Este ramal indígena estaba diseminado por el mapa occidental y norte del actual departamento de Antioquia.
Además de la mencionada ciudad de Urrao, los actuales municipios antioqueños de Dabeiba y Frontino, también deambulan por entre sus tradiciones históricas con el recuerdo del jefe Toné, ese legendario cacique Catío que sobrevivió por entre los titulares de la historia y alimenta aún en la actualidad el orgullo de estos pobladores contemporáneos. 
En 1566, los Catíos, bajo su mando, organizaron una insurrección contra los conquistadores. Gaspar de Rodas, históricamente renombrado capitán español durante la Conquista, fue designado para aplastar a Toné y su alzamiento.
Esta expedición se alistaría en Popayán. Su finalidad era reconstruir la ciudad de Santa Fe de Antioquia y sojuzgar a Toné y los Catíos que la habían quemado. Además, Toné y su tribu tenían amenazada a la Villa de Caramanta por aquellos días de finales de 1555 y principios de 1556.
Debido a su influencia e importancia, en la actualidad muchas instalaciones turísticas e históricas de estas zonas de Antioquia y Colombia llevan ese nombre: Toné; hoteles, resorts, lugares de esparcimiento y sitios turísticos. Toné se ha convertido hasta hoy una leyenda de estas tierras.